# Грудинин, Валентин Гурьевич
Валентин Гурьевич Грудинин (укр. Валентин Гурійович Грудинін; 6 февраля 1924, Дмитриевск, Донецкая губерния — 24 ноября 2004, Киев) — советский и украинский киноактёр.

## Биография
Родился Валентин Гурьевич Грудинин 6 февраля 1924 года в Макеевке.
В детстве он участвовал в спектаклях местного народного театра, затем семья Грудининых переехала в Донецк.
В 1942 году Валентин был призван в армию, служил в составе армейского ансамбля. После Великой Отечественной войны, по ложному обвинению, он был осуждён за «антисоветскую пропаганду» и отправлен отбывать заключение в Норильск. Был освобождён после смерти Сталина, а затем реабилитирован.
Валентин Гурьевич уехал в Ивано-Франковск, где работал в местном драматическом театре. С 1955-57 года — актёр Киевской киностудии им. А. П. Довженко. Был членом Национального союза кинематографистов Украины.
После 80-х годов, Валентин больше не снимался в кино, одной из последних его актёрских работ стал фильм «Нас водила молодость...».
Умер 24 ноября 2004 года в возрасте 80 лет. Похоронен на Лесном кладбище в Киеве.

## Фильмография
Роли в кино:
- 1956 — Когда поют соловьи — Тимофей Тимофеевич Завирюха
- 1957 — Если бы камни говорили… — пьяница в шинке
- 1958 — Город зажигает огни — Громобой
- 1958 — Гроза над полями — Артём
- 1958 — Киевлянка — Карпо Хвыля
- 1958 — Повесть наших дней — Бровенко
- 1958 — Флаги на башнях — фотокорреспондент
- 1959 — Григорий Сковорода — помещик
- 1959 — Если любишь… — Махота
- 1959 — Любой ценой — Василь
- 1959 — Мальчики — отец Пети
- 1960 — Летающий корабль — Вернигора
- 1960 — Обыкновенная история — эпизод
- 1961 — За двумя зайцами — Бас
- 1961 — Казаки — солдат
- 1961 — Случай в гостинице
- 1961 — Украинская рапсодия — эпизод
- 1962 — В мёртвой петле — эпизод
- 1962 — Звёздочка
- 1962 — Королева бензоколонки — водитель с бородой
- 1962 — Мы, двое мужчин — собутыльник Михаила
- 1962 — Улица младшего сына — Гриценко
- 1963 — Город — одна улица — эпизод
- 1963 — Пчёлы и люди
- 1965 — Гибель эскадры — священник
- 1965 — Ярость — матрос
- 1966 — Бурьян — милиционер
- 1966 — В город пришла беда — участник совещания
- 1966 — Два года над пропастью — полицай
- 1967 — Непоседы — репортёр
- 1967 — Цыган — солдат из военкомата
- 1968 — Большие хлопоты из-за маленького мальчика — оператор (нет в титрах)
- 1969 — Варькина земля — Поликарпович
- 1969 — Сокровища пылающих скал — наёмник
- 1970 — В тридевятом царстве… — телохранитель
- 1970 — Назовите ураган «Марией»
- 1970 — Семья Коцюбинских — эпизод
- 1970 — Схематические приключения Тарапуньки и Штепселя — пьяница
- 1970 — Узники Бомона — заключённый
- 1971 — Где вы, рыцари? — милиционер
- 1971 — Лада из страны берендеев — пират
- 1971 — Нина — полицай
- 1972 — Вера, Надежда, Любовь — полицмейстер
- 1972 — Доверие — колхозник
- 1972 — Лавры — эпизод
- 1972 — Случайный адрес — директор завода
- 1972 — Только ты — эпизод
- 1973 — В бой идут одни «старики» — полковник
- 1973 — Ни пуха, ни пера — Дорош
- 1973 — Старая крепость — сотник
- 1974 — Поцелуй Чаниты — шофёр Чезаре
- 1974 — Рождённая революцией — Валет
- 1974 — Юркины рассветы — Гриша Рожновский
- 1975 — Вы Петьку не видели? — колхозник
- 1975 — Каштанка — эпизод
- 1975 — Небо-земля-небо — эпизод
- 1975 — Переходим к любви — участник совещания
- 1975 — Ральф, здравствуй! — капитан милиции
- 1975 — Я больше не буду — эпизод
- 1976 — Время — московское — Трошин
- 1976 — Память земли
- 1977 — Гармония — тракторист
- 1977 — Талант — священник
- 1978 — Мятежный «Орионъ» — боцман Петрович
- 1978 — Подпольный обком действует — партизан
- 1979 — Вавилон XX — Раденький
- 1979 — Дождь в чужом городе — эпизод
- 1979 — Ждите связного — полицай
- 1980 — Большая — малая война — Игнат
- 1980 — Визит в Ковалёвку — эпизод
- 1981 — Беспокойное лето — хозяин сарая
- 1981 — Колесо истории — эпизод
- 1981 — Утро вечера мудренее — эпизод
- 1981 — Ярослав Мудрый
- 1982 — Без году неделя — моряк
- 1982 — Казнить не представляется возможным — эпизод
- 1982 — Тайна корабельных часов — Жора
- 1983 — На вес золота — биндюжник
- 1984 — В лесах под Ковелем — переводчик
- 1984 — Володькина жизнь — санитар
- 1986 — Золотая цепь — повар Джим
- 1986 — Мост через жизнь — член бюро
- 1986 — Нас водила молодость... — Илья Фёдорович

Озвучивание:
- 1976 — Лесная песнь

## Фестивали и награды
- Поощрительный диплом на Всесоюзном кинофестивале в Минске за фильм «Киевлянка» (1960)
- Государственная премия Украины им. А. Довженко Виктору Иванову, Вадиму Ильенко, Олегу Борисову, Маргарите Криницыной и Наталии Наум за выдающийся творческий вклад в создание художественного фильма «За двумя зайцами» (1999)
- Специальный приз Льву Голубу за работу над детским фильмом «Улица младшего сына» на кинофестивале республик Прибалтики и Украины
- Премия художнику Вульфу Агранову на Всесоюзном кинофестивале в Киеве за фильм «Гибель эскадры» (1966)
- Государственная премия УССР им. Т. Шевченко Ивану Миколайчуку за фильм «Бурьян» (1988)
- Диплом Союза журналистов Армении Евгению Матвееву на Втором кинофестивале республик Закавказья и Украины за фильм «Цыган» (1968)
- Приз за лучший многосерийный цветной художественный фильм «Варькина земля» на Всесоюзном фестивале телевизионных фильмов в Москве (1969)
- На Республиканском кинофестивале в Жданове диплом за режиссёрский дебют Владимиру Горпенко и приз за лучшую операторскую работу Сергею Лисецкому в фильме «Лавры» (1973)
- Серебряная медаль им. А. Довженко фильму «В бой идут одни „старики“» «За произведения на героико-патриотическую тему» (1974)
- Первая премия по художественным фильмам «В бой идут одни „старики“» на Всесоюзном кинофестивале в Баку (1974)
- Первая премия Всесоюзного кинофестиваля в Баку Леониду Быкову за лучшую мужскую роль в фильме «В бой идут одни „старики“» (1974)
- Специальный приз жюри, «Хрустальная ваза», специальный приз и Премия Центрального Комитета Союза чехословацко-советской дружбы Международного кинофестиваля в Карловых Варах фильму «В бой идут одни „старики“» (1974)
- Статуэтка «Свобода» — Главная премия Международного кинофестиваля фильмов о свободе и революции в Сопоте фильму «В бой идут одни „старики“» (1974)
- Государственная премия УССР им. Т. Шевченко Леониду Быкову за фильмы «В бой идут одни „старики“» и «Аты-баты, шли солдаты…» (1977)
- Государственная премия СССР фильму «Рождённая революцией» (1978)
- Почётная грамота ЦК ВЛКСМ «За лучший телефильм года» фильму «Юркины рассветы» (1976)
- Главный приз кинофестиваля «Молодость-80» фильму «Вавилон XX» (1979)
- Приз за лучшую режиссуру Ивану Миколайчуку в фильме «Вавилон XX» на Всесоюзном кинофестивале в Душанбе (1980)
- Государственная премия Молдавской ССР Борису Шустрову, Василию Паскару, Владу Чуре и Виктору Саитову за фильм «Большая — малая война» (1982)
- Серебряные медали им. А. Довженко Борису Шустрову, Василию Паскару и Владу Чуре за фильм «Большая — малая война» (1981)
- Почётный диплом фильму «Большая — малая война» за разработку военно-патриотической темы на Всесоюзном кинофестивале в Душанбе (1980)
- Приз и диплом жюри творческому коллективу кинокартины за фильм «Ярослав Мудрый» на Всесоюзном кинофестивале в Таллине (1982)